# Kalinti
El kalinti o calienté es un tipo de comida callejera consumida en Tánger, Marruecos, que consiste en un pay hecho de harina de garbanzos horneado. A veces incluye también aceite de oliva, huevos, queso, pimienta u otras especias. El nombre proviene del español caliente, y guarda relación con la calentita (plato nacional de Gibraltar) y la calentica, karantica o galentita (plato callejero de Orán, Argelia), pues la receta es prácticamente idéntica. En Ujda se conoce como karan. Se suele servir con pan en lo que se denomina bokaillo kalinti. Los orígenes son imprecisos y se relacionan con los sefardíes o bien con la presencia española en esta y varias ciudades portuarias de la zona.